# Klimbim
Klimbim was een Duits erotisch televisieprogramma.

## Concept
Het basisconcept van Klimbim baseert zich op het Amerikaanse format Rowan & Martins Laugh-In. Enkele elementen werden overgenomen, waaronder de wand met de vele kleine vensters, waaruit moppen werden verteld. Andere elementen gingen over het oorspronkelijke concept uit. Dus werd de inrichting gecompleteerd met elementen van een sitcom. In iedere aflevering werden meerdere afleveringen uit het absurde leven van de Klimbim-familie getoond. De stamacteurs van de groep speelden het tegenovergestelde van wat men eigenlijk van een doorsneefamilie zou verwachten: een oorlogsverliefde grootvader, de volledig onverantwoordelijke moeder Jolante, die slechts aan haar eigen plezier dacht, een werkschuwe playboy als haar minnaar en de ontembare dochter Gaby, die een schorpioen, Charly genaamd, als huisdier had. Een running gag was de grootvader, die zich steeds weer beklaagde over een hardgekookt ontbijtei.
De sketches hadden veelvuldig niet slechts binnen een programma een thematisch verband, vaak kruisten zich ook twee verschillende sketch-reeksen in een programma. Ook film-technisch ontwikkelde Michael Pfleghar Klimbim tot zelfstandigheid. Stilistisch vertoonden veel van de films in muziek, kleur, filmsnede en agogiek overeenkomsten met stomme films, talrijke kostuums imiteerden de mode van de jaren 1920. Pfleghar zette vroeg de toentertijd weinig gebruikelijke Bluescreen-techniek in om acteurs voor apart opgenomen achtergronden te tonen.
De humor bewoog zich tussen slapstick en onzinnigheid en werd vaak frivool en provocerend gepresenteerd. Vroeger, toen het medialandschap als veeleer preuts werd ondervonden, behoorde de provocatie door een sterke seksualisering van het begin af tot het basisconcept. Daarbij behoorden erotische zinspelingen, verleidelijke kleding van de vertolksters en openlijk getoonde naaktheid, maar ook de selectie van de stamacteurs, die voorheen grotendeels hun geld hadden verdiend met erotische films. Juist deze anti-preutse instelling leidde niet alleen tot een publiekelijk succes, maar werd ook beloond met een onderscheiding door de toentertijd als conservatief geldende jury van de Adolf-Grimme-prijs.
Het muzikale handelsmerk van Klimbim was het door Heinz Kiessling gecomponeerde herkenningslied Klimbim ist unser Leben en eindigt met de versregel und ist es mal nicht wahr met de door Ingrid Steeger gefluisterde woorden dan mach ich mir 'nen Schlitz ins Kleid und find es wunderbar, die voortkomen uit een schlager van Evelyn Künneke uit 1961. Na 30 afleveringen eindigde de serie op 22 maart 1979.
Ingrid Steeger overleed eind 2023 op 76-jarige leeftijd.

## Onderscheidingen
- 1975 Zilveren Adolf-Grimme-Prijs voor Michael Pfleghar
- 2003 Deutscher Comedypreis Extra prijs voor de eerste succesvolle comedy-show in Duitsland

## Medewerkenden

### Hoofdfiguren
- De Familie Klimbim (zie onder)
- De dubbele conferenciers (Wichart von Roëll en Horst Jüssen)
- Het Nummern-Girl (Ingrid Steeger)
- De van de stoel vallende man (Helmut Holger)
- De Geschwister Fürchterlich (Ingrid Steeger en Christine Schuberth)

### Familie Klimbim
- De militante grootvader Benedikt von Klimbim (Wichart von Roëll, seizoen 1–5)
- De schrille moeder Jolante Klimbim (Elisabeth Volkmann, seizoen 1–5)
- De horror-dochter Gaby Klimbim (Ingrid Steeger, seizoen 1–5)
- De onderdrukte vader Max Klimbim (Dieter Augustin, seizoen 1)
- De nutteloze oom Poldi (Manfred Jester, seizoen 1)
- De imbeciele stiefvader Josef Klimbim (Franz Muxeneder, seizoen 2)
- De werkschuwe minnaar Adolar von Scheußlich (Horst Jüssen, seizoen 3–4)
- De hond Heinrich (een Basset Hound, seizoen 3–4)
- De ontsnapte crimineel Gundolf (Gundolf Willer, seizoen 5)

### Gasten
Gaststerren in de pilotuitzending van 1973 waren Jerry Lewis en Joey Heatherton. In herinnering bleef vooral het optreden van Curd Jürgens, die zich als vermeend James Bond-dubbelganger in elkaar liet slaan en aansluitend door Ingrid Steeger voor Udo Jürgens werd aangezien. Günter Netzer werd door zijn vriend Michael Pfleghar onder een voorwendsel naar de studio gelokt en gaf met zijn donkere bril en gitaar een Heino-karikatuur weer. Het optreden werd goed ontvangen bij het publiek. Heinz Schubert trad als griezel Alfred op, zijn rol in de tv-serie Ein Herz und eine Seele. De aanwezige gasten waren:
- Sylvie Vartan
- Gilbert Bécaud
- Jean-Pierre Cassel
- Michel Fugain et le big Bazar
- Siegfried Wischnewski
- Ingeborg Hallstein
- Curd Jürgens
- Benno Kusche
- Manfred Jungwirth
- Ornella Vanoni
- Diana Maria Sabio
- Udo Jürgens
- Gunther Philipp
- Alice Kessler
- Ellen Kessler
- Horst Janson
- Margot Werner
- Heidelinde Weis
- Willy Millowitsch
- Hans Rosenthal
- Ivan Rebroff
- Günter Netzer
- Dieter Thomas Heck
- Dieter Hildebrandt
- Hazy Osterwald
- Dietmar Schönherr
- Wencke Myhre
- William Milié
- Chris Georgiadis
- Ernst Huberty
- Evelyne Kraft
- Horst Frank
- Ursula Noack
- Waldemar Kmentt
- Guido Baumann
- Horst Buchholz
- Hansjörg Felmy
- Theo Lingen
- Maria Schell
- Heinz Schenk
- Chris Howland
- Rainer Klingenfuß
- Karin Dor
- Bubi Scholz
- Harald Juhnke
- Karl Schönböck
- Ernst Stankovski
- Hanni Vanhaiden
- Maggie Mae
- Lena Valaitis
- Silvio Francesco
- Marvelli jr.
- Heinz Schubert
- Heide Keller
- Daniel Emilfork
- Wolfgang Mascher
- Eddie Windsor
- Hans Hoenicke